# Ioana Ducu
Ioana Ducu (ur. 18 kwietnia 1996 w Bukareszcie) – rumuńska tenisistka, zwyciężczyni wielkoszlemowego French Open 2014 w grze podwójnej dziewcząt.
Debiut na kortach zawodowych odnotowała w lipcu 2010 roku na turnieju rangi ITF w Bukareszcie. W lutym 2013 roku osiągnęła finały w grze pojedynczej i podwójnej w turnieju ITF w Antalyi.
W 2014 roku razem z rodaczką Ioaną Loredaną Roșcą wygrała juniorski turniej French Open w grze podwójnej, pokonując w finale parę Catherine Bellis–Markéta Vondroušová.

## Finały juniorskich turniejów wielkoszlemowych

### Gra podwójna (1)
| Końcowy wynik | Rok  | Turniej     | Nawierzchnia | Partnerka            | Przeciwniczki                        | Wynik finału   |
| Zwyciężczyni  | 2014 | French Open | Ceglana      | Ioana Loredana Roșca | Catherine Bellis Markéta Vondroušová | 6:1, 5:7, 11–9 |